# رينيه دياز
رينيه دياز (بالفرنسية: René Diaz)‏ هو صحفي ورسام توضيحي فرنسي، ولد في 1926.